# Tętnice lędźwiowe
Tętnice lędźwiowe (łac. arteriae lumbales) – w anatomii człowieka grupa tętnic należących do gałęzi ściennych aorty brzusznej. Z reguły po każdej stronie ciała występują cztery tętnice lędźwiowe, będące niżej położonymi odpowiednikami tętnic międzyżebrowych tylnych. Odchodzą z tylnej powierzchni aorty pod kątem prostym, układają się na trzonie odpowiednich kręgów lędźwiowych (od L1 do L4), następnie biegną za mięśniem lędźwiowym większym, a tętnice I i II pary również ku tyłowi od odnogi przepony. Dalej wchodzą za mięsień czworoboczny lędźwi, a w końcu rozgałęziają się pomiędzy mięśniami brzucha.
W odmianach przebiegu tętnice IV pary mogą jedno- lub obustronnie odchodzić od tętnicy krzyżowej pośrodkowej (tak jak tętnica lędźwiowa najniższa). Zdarzają się również wspólne odejścia sąsiednich tętnic (np. II i III pary) po tej samej stronie, lub (rzadziej) wspólny pień tętnic jednej pary.
Od każdej z tętnic lędźwiowych na jej odcinku pomiędzy wyrostkami poprzecznymi odchodzi gałąź grzbietowa (ramus dorsalis). Gałąź ta kieruje się w tył i zaopatruje mięśnie i skórę grzbietu, oddaje także gałąź rdzeniową (ramus spinalis), zaopatrującą odpowiedni fragment rdzenia kręgowego i otaczających go opon. I, II a czasem i III para tętnic lędźwiowych oddaje gałązki do wątroby, przepony i torebki tłuszczowej nerki (te ostatnie wchodzą w skład łuku tętniczego okołonerkowego).
Tętnice lędźwiowe tworzą zespolenia u góry z tętnicą podżebrową i dolnymi tętnicami międzyżebrowymi tylnymi, z przodu z tętnicą nabrzuszną dolną, u dołu z tętnicą biodrowo-lędźwiową i tętnicą okalającą biodro głęboką.